# بورس سنگاپور

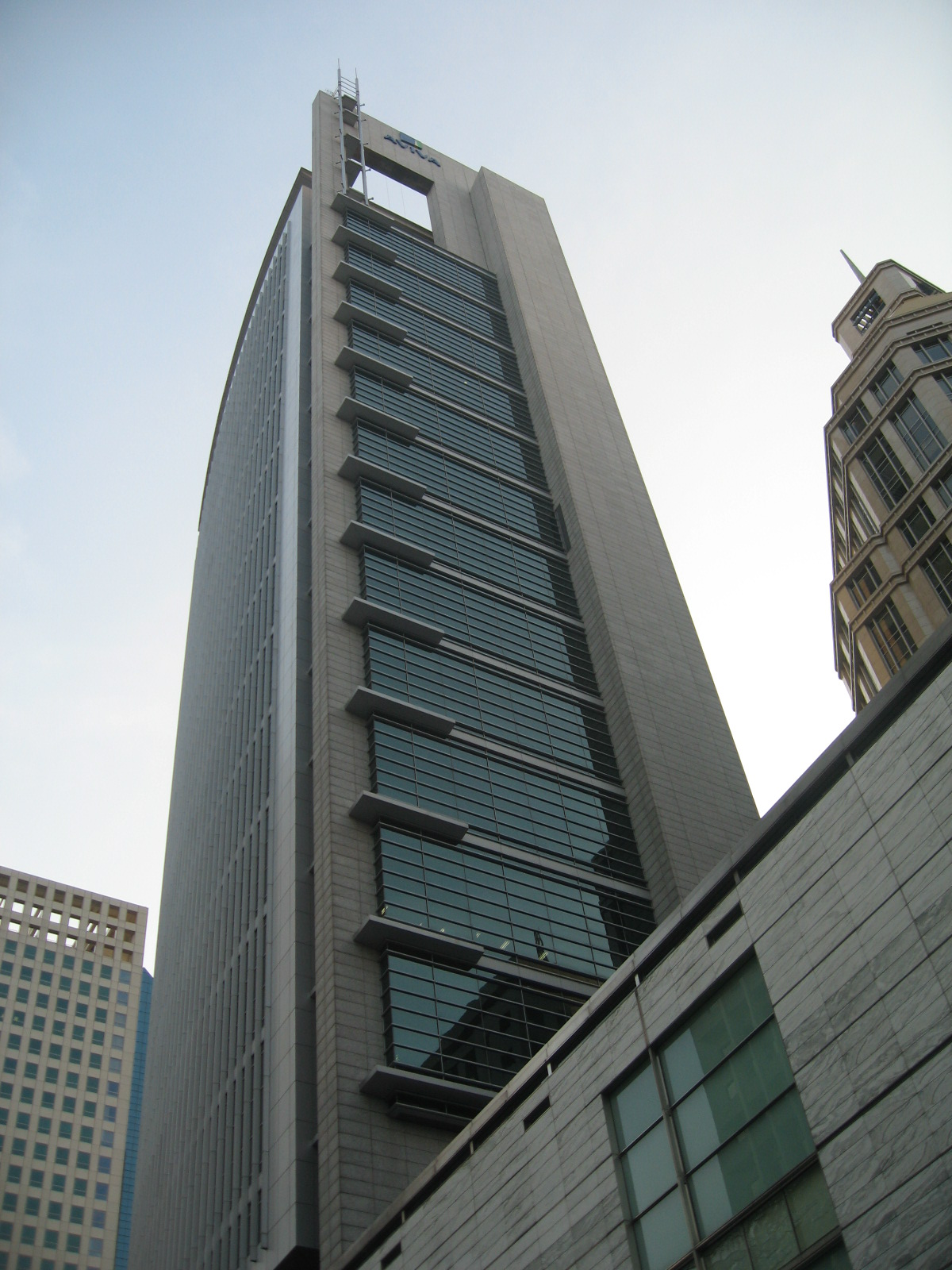
مرکز شماره دو بازار بورس سنگاپور

بورس سنگاپور (به انگلیسی: Singapore Exchange) شرکت خدمات مالی سنگاپوری است، که در زمینه مبادلات اوراق قرضه، اوراق بهادار و سهام شرکت‌ها، همچنین مدیریت بازار بورس فعالیت می‌کند.
بازار بورس سنگاپور در ۱ دسامبر ۱۹۹۹ فعالیت خود را آغاز کرد و در حال حاضر یکی از اعضای فدراسیون جهانی بورس محسوب می‌شود.